# Prüfstelle
Eine staatlich anerkannte Prüfstelle ist berechtigt, Messgeräte, die im geschäftlichen Verkehr eingesetzt werden, zu eichen (siehe Eichung). Die Prüfstellen unterstehen der Aufsicht der Eichbehörde. In Prüfstellen werden nur Messgeräte aus dem Bereich der Versorgungswirtschaft geeicht, wie Wasserzähler, Elektrizitätszähler, Gaszähler oder Wärmezähler. Außerdem führen die staatlich anerkannten Prüfstellen auf Antrag Befundprüfungen durch, um die Messrichtigkeit von Messgeräten zu begutachten. Weitere Tätigkeit: Durchführung von Stichprobenverfahren zur Verlängerung der Eichgültigkeitsdauer.
Seit der Neuregelung im Mess- und Eichgesetz sind die Prüfstellen in Deutschland durch drei Buchstaben und eine Nummer gekennzeichnet. Der erste Buchstabe bezeichnet die Art des Messgeräts (W=Wasser, E=Elektrizität, G=Gas, K=Wärme), der zweite und dritte Buchstabe bezeichnet das Bundesland (BW=Baden-Württemberg, NW=Nordrhein-Westfalen etc.). 2003 existierten 372 Prüfstellen mit ca. 2300 Mitarbeitern in Deutschland. Ein großer Anteil der Prüfstellen gehört zu öffentlichen Versorgungsunternehmen, viele Messgerätehersteller oder Reparaturbetriebe besitzen eigene Prüfstellen.
Rechtlich gesehen handelt es sich bei den Prüfstellen um „mit hoheitlichen Aufgaben beliehene Unternehmen“, die bestimmte Aufgaben der öffentlichen Verwaltung wahrnehmen. Sie haben die Befugnis, Verwaltungsakte zu erlassen, wie z. B. die Eichung von Messgeräten durchzuführen. Die Prüfstellen unterstehen der Kontrolle durch die Eichbehörde. Anerkennung, Bestellung des Leiters und der Stellvertreter, Betriebserlaubnis und Überwachung werden durch die Eichbehörde geregelt. Es muss sichergestellt sein, dass die Prüfstellen als organisatorisch selbstständige Einheit mit geeigneten Prüfräumen und Prüfmitteln ausgestattet sind und dass fachkundiges und unabhängiges Personal vorhanden ist. Der Betrieb ist in den §§ 42 bis 55 der Mess- und Eichverordnung (MessEV) geregelt.
In der Schweiz werden die Aufgaben des Eichwesens vom Bundesamt für Metrologie METAS (nationales Metrologieinstitut) und von den kantonalen Eichämtern wahrgenommen. Das METAS kann für gewisse Aufgaben Eichstellen benennen.
Im Rahmen der Europäischen Messgeräterichtlinie (MID) wird erwartet, dass die Eichung zunehmend durch eine Konformitätserklärung der Messgerätehersteller ersetzt wird. Eine erneute Eichung (früher Nacheichung) der Messgeräte zum verlängern der Beglaubigung ist aber weiterhin durch die Prüfstellen möglich.